# روسيلاي مادونا
روسيلاي مادوناهي لوحة فنية تمثل العذراء والطفل متوجين بالملائكة للرسام السييني دوتشيو. العقد الأصلي للعمل مؤرخ في عام 1285ربما تم تسليم اللوحة عام 1286 تم تكليف اللوحة من قبل أخوية لاوديسي في فلورنسا لتزيين الكنيسةالصغيرة التي احتفظوا بها في كنيسة سانتا ماريا نوفيلا الدومينيكية في عام 1591تم نقل اللوحة إلى كنيسة عائلة روشيلاي المجاورة والأكبر بكثير ومن هنا جاء عنوان الملاءمة الحديث تم نقله إلى غاليريا ديجلي أوفيزي في القرن التاسع عشر تعد لوحة روسيلاي مادوناأكبر لوحة موجودة من القرن الثالث عشر.